# Pitral

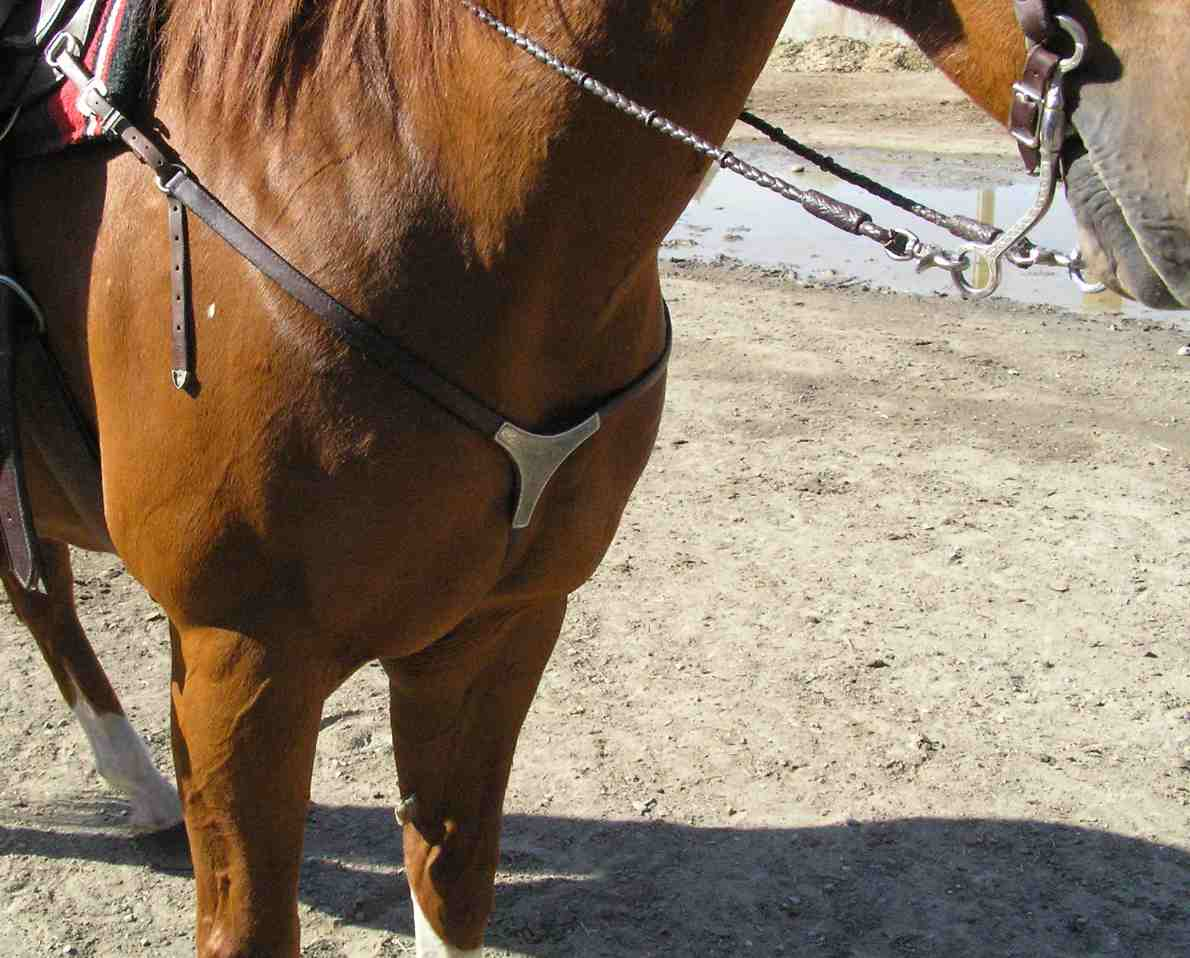
El Pitral.

El pitral és un accessori de l'arreu que va cenyit a la part anterior del cavall i que impedeix que la cingla se'n vagi cap a la part del baix ventre, és a dir, que es corri cap enrere. Primitivament, estava format per una tira de cuir o de corda que envoltava el pit i la part inferior del coll del cavall."